# Chilly Willy
Chilly Willy, ou Frisquet en français, est un personnage de dessin-animé, un petit manchot anthropomorphe vivant à Fairbanks (en Alaska, et donc dans l'hémisphère nord, alors qu'en réalité, l'ordre des sphénisciformes vit uniquement dans l'hémisphère sud). Il est créé par Paul J. Smith, en 1953, pour le studio Walter Lantz. Plus tard, ce personnage devient le second personnage iconique du studio Lantz/Universal, après Woody Woodpecker.

## Inspiration
Chilly Willy est inspiré par le livre de Scott MacGillivray intitulé Castle Films: A Hobbyist's Guide de Stuart Palmer. Palmer s'est servi du studio Lantz en tant qu'éditeur pour son idée, dans laquelle le dessin-animé mettrait en scène un manchot. Le diminutif de Chilly est inspiré d'une image d'Herbert Lee McCormick Jr., un petit garçon originaire de Fairbanks.

## Historique
Chilly Willy apparaît dans plus d'une cinquantaine de courts métrages produits par Lantz de 1953 à 1972, dans lesquels il passe la plupart de son temps à essayer de se réchauffer par tous les moyens et s'oppose à un chien nommé Smedley.
Deux des amis de Chilly arrivent plus tard dans les saisons de la série : Maxie l'ours polaire et Gooney l'albatros. Maxie, contrairement à Gooney, apparaît fréquemment auprès de Chilly. Les trois personnages ne sont utilisés ensemble que dans deux épisodes.
Dans certains épisodes, Chilly Willy se confronte aussi à un personnage nommé le Colonel Pot Shot, personnage pour lequel Smedley travaille. Pot Shot donne calmement les ordres, mais explose, en général, de rage en hurlant à Smedley ce qui lui arriverait s'il devait échouer dans ses missions. Wally Walrus apparaît également dans certains épisodes quand Chilly Willy tente d'attraper ses poissons dans sa zone de pêche.
Chilly a également une attirance particulière pour les pancakes.
Paul J. Smith réalise son premier court-métrage, simplement intitulé Chilly Willy, en 1953. La première version de Chilly Willy a quelques similitudes avec le personnage de Woody Woodpecker, mises à part les plumes noires, mais cette version n'a quasiment jamais fait son apparition dans les dessins-animés.
Tex Avery utilise le personnage dans deux des quatre dessin-animés qu'il a réalisés pour Walter Lanz à Universal : I'm Cold (1954), qui remporte l'Oscar du meilleur court-métrage d'animation, et The Legend of Rockabye Point (1955). Avery, ayant quitté le studio, les courts-métrages de Chilly Willy sont réalisés par Smith et Alex Lovy, avec Jack Hannah et Sid Marcus (dans les années 1960).
Dans la majorité des courts-métrages, Chilly Willy est muet, bien qu'il soit doublé par Sara Berner à ses débuts.
Une fois les montages effectués par le studio pour le Woody Woodpecker Show, Chilly Willy apparait officiellement après chaque épisode de Woody Woodepecker.